# Coppa del Presidente 2022 (pallacanestro maschile)
La Coppa del Presidente 2022 è la 36ª Coppa del Presidente di pallacanestro maschile.
La partita è stata disputata il 28 settembre 2022 presso l'Ankara Arena di Ankara tra il Fenerbahçe, campione di Turchia 2021-22 e l'Anadolu Efes vincitore della Coppa di Turchia 2022.

## Finale
| Arbitri: | Erşan Kartal Hüseyin Çelik Can Mavisu |

|                  |            |              |
| Hayes 13         | Punti      | 22 Žižić     |
| Calathes 6       | Assist     | 9 Micić      |
| Pierre 6         | Rimbalzi   | 10 Clyburn   |
| Dīmītrīs Itoudīs | Allenatori | Ergin Ataman |

| Quintetto titolare | Quintetto titolare | Quintetto titolare | Pt   | Rim  | Ass  |
| ------------------ | ------------------ | ------------------ | ---- | ---- | ---- |
| P                  | 2                  | Şehmus Hazer       | 4    | 4    | 3    |
| PG                 | 3                  | Scottie Wilbekin   | 6    | 2    | 1    |
| AP                 | 21                 | Dyshawn Pierre     | 6    | 6    | 0    |
| AG                 | 1                  | Metecan Birsen     | 4    | 5    | 1    |
| C                  | 0                  | Johnathan Motley   | 4    | 2    | 0    |
| Panchina:          |                    |                    |      |      |      |
| C                  | 9                  | Samet Geyik        | 2    | 1    | 0    |
| G                  | 10                 | Melih Mahmutoğlu   | 6    | 0    | 1    |
| AG                 | 11                 | Nigel Hayes        | 13   | 1    | 0    |
| AP                 | 13                 | Tarik Biberović    | n.e. | n.e. | n.e. |
| G                  | 23                 | Marko Gudurić      | 10   | 4    | 3    |
| P                  | 33                 | Nick Calathes      | 7    | 5    | 6    |
| Allenatore:        |                    |                    |      |      |      |
| Dīmītrīs Itoudīs   |                    |                    |      |      |      |

| Fenerbahçe Beko |  | Anadolu Efes |

| Vincitrice Coppa del Presidente 2022 |
| ------------------------------------ |
| Anadolu Efes (13º titolo)            |

| Quintetto titolare | Quintetto titolare | Quintetto titolare | Pt   | Rim  | Ass  |
| ------------------ | ------------------ | ------------------ | ---- | ---- | ---- |
| P                  | 22                 | Vasilije Micić     | 16   | 3    | 9    |
| G                  | 1                  | Rodrigue Beaubois  | 11   | 3    | 7    |
| AP                 | 12                 | Will Clyburn       | 14   | 10   | 0    |
| AG                 | 22                 | Amath M'Baye       | 8    | 5    | 2    |
| C                  | 41                 | Ante Žižić         | 22   | 5    | 1    |
| Panchina:          |                    |                    |      |      |      |
| P                  | 4                  | Doğuş Balbay       | 0    | 0    | 0    |
| AG                 | 5                  | Karahan Efeoğlu    | n.e. | n.e. | n.e. |
| P                  | 10                 | Ömercan İlyasoğlu  | n.e. | n.e. | n.e. |
| PG                 | 11                 | Erten Gazi         | 0    | 0    | 0    |
| C                  | 15                 | Egemen Güven       | 0    | 0    | 0    |
| AG                 | 18                 | Egehan Arna        | 0    | 2    | 0    |
| G                  | 19                 | Buğrahan Tuncer    | n.e. | n.e. | n.e. |
| Allenatore:        |                    |                    |      |      |      |
| Ergin Ataman       |                    |                    |      |      |      |